# M. Norton Wise

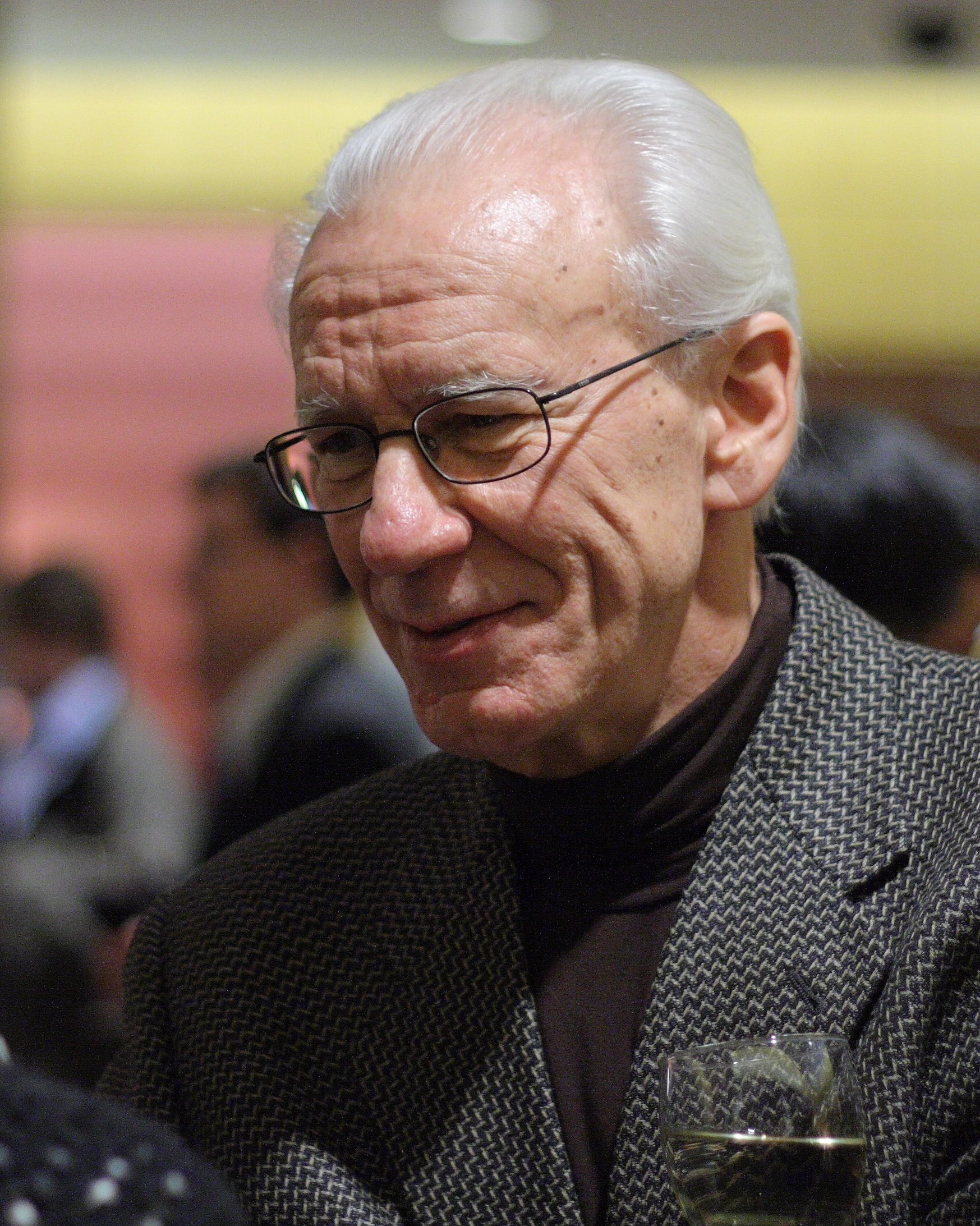
M. Norton Wise 2007

Matthew Norton Wise (* 2. April 1940 in Tacoma, Washington) ist ein US-amerikanischer Wissenschaftshistoriker.

## Leben und Wirken
Wise studierte an der Pacific Lutheran University mit dem Bachelor-Abschluss 1962 und an der Washington State University mit der Promotion in Physik (experimentelle Kernphysik) 1968. Von 1967 bis 1969 war er Assistant Professor für Physik an der Auburn University und 1969 bis 1971 an der Oregon State University. 1971/72 war er Faculty Fellow in Wissenschaftsgeschichte der National Science Foundation an der Princeton University, an der er 1977 in Wissenschaftsgeschichte promovierte. 1975 wurde er Lecturer und 1978 Assistant Professor für Geschichte an der University of California, Los Angeles (UCLA). Dort ist er Distinguished Research Professor. Er ist Ko-Direktor des Center for Society and Genetics der UCLA.
M. Norton Wise befasst sich mit Physikgeschichte vom Ende des 18. bis zum 20. Jahrhundert, und speziell den Beziehungen von Naturwissenschaften und Industrialisierung. So zeigte er in seiner Biographie von Lord Kelvin die enge Verbindung von Physik (Thermodynamik, Elektrodynamik, Theorie von Vortex-Atomen) im Großbritannien des 19. Jahrhunderts mit praktischen Problemen wie Dampfmaschinen, Turbinen und Telegraphenkabeln. In einem weiteren Buch Work and Waste ging er den begrifflichen Verbindungen von Thermodynamik von Maschinen und politischer Ökonomie nach, da die von ihnen verrichtete Arbeit sowohl in Verbindung zu ihrem ökonomischen Bedeutung als auch zum physikalischen Energiekonzept hatte. Der von ihm herausgegebene Sammelband The value of precision ging der sozialen Bedeutung (Kontrolle durch Staat und Wirtschaft) immer präziserer Messmethoden Ende des 18. und im 19. Jahrhundert nach. In jüngster Zeit (2020er Jahre) geht er den kulturellen und sozialen Umständen der Entwicklung der Physik in Berlin ab Mitte des 19. Jahrhunderts nach (Mitglieder der Berliner Physikalischen Gesellschaft, Hermann von Helmholtz, Werner von Siemens, Emil du Bois-Reymond, Ernst Brücke u. a.) aus teils persönlichen Verbindungen über schöne Künste, Technologie und militärischer Erziehung hinweg. In einem Projekt Gardens of Steam: Projecting Industrial Culture into the Berlin Landscape geht er dem Einsatz von Dampfmaschinen in englischen Gartenanlagen um Berlin und in Potsdam nach, was den Weg für das Eindringen dieser Technologien in Preußen mit bereitete (Thema eines Buchprojekts mit Elaine Wise: The Steam Powered Gardens of Berlin: Industrial Transformations of the English Landscape Garden).
2004/05 war Wise Gastprofessor an der Universität Utrecht und er ist regelmäßig Gastwissenschaftler am Max-Planck-Institut für Wissenschaftsgeschichte in Berlin. Er war Gastwissenschaftler an der École des Mines in Paris und dem Wissenschaftsmuseum La Villette bei Paris, am Wissenschaftskolleg Berlin, dem Edelstein Center der Hebräischen Universität in Jerusalem, der Universität Pavia und am Deutschen Museum in München.

## Auszeichnungen
1990 erhielt Wise den Pfizer Award der History of Science Society. 2012 erhielt er den Berlin-Preis der American Academy in Berlin (Hans Arnold Center) und  2019 die George-Sarton-Medaille. Er ist Fellow der American Academy of Arts and Sciences, der American Physical Society und der Académie internationale d’histoire des sciences.

## Schriften (Auswahl)
- Science as (Historical) Narrative, Erkenntnis, Band 75, 1975, S. 349–376
- mit Crosbie Smith:  Energy and Empire: A Biographical study of Lord Kelvin,
- Work and Waste: Political Economy and Natural Philosophy in 19th Century Britain, Cambridge UP 1989
- als Herausgeber: The Value of Precision, Princeton UP, 1995
- als Herausgeber: Growing Explanations: Historical Perspectives on Recent Science, Duke University Press 2004
- Herausgeber mit Angela N. H. Creager, Elizabeth Lunbeck: Science without Laws: Model Systems, Cases, and Exemplary Narratives, Duke University Press 2007
- Herausgeber mit Mary Morgan: Narrative in Science, Special Issue von Stud. Hist. Philos. Sci., Band 62, 2017, (darin Einleitung von Morgan, Wise: Narrative science and narrative knowing. Introduction to special issue on narrative science, S. 1–5)
- Aesthetics, Industry, and Science: Hermann Helmholtz and the Berlin Physical Society, University of Chicago Press, 2018
- On the social history of steam-powered gardens in Berlin and Potsdam, in: Reinhard F. Hüttl, Karen David, Bernd Uwe Schneider (Hrsg.), Historische Gärten und Klimawandel: eine Aufgabe der Gartendenkmalpflege, Wissenschaft und Gesellschaft, De Gruyter 2019, S. 66–76